# کوتا سامشیما
کوتا سامشیما (انگلیسی: Kota Sameshima؛ زادهٔ ۲۴ ژوئن ۱۹۹۲) بازیکن فوتبال اهل ژاپن است.
از باشگاه‌هایی که در آن بازی کرده‌است می‌توان به باشگاه فوتبال سانفریس هیروشیما اشاره کرد.